# Ľuboriečka
Ľuboriečka (in ungherese Kislibercse) è un comune della Slovacchia facente parte del distretto di Veľký Krtíš, nella regione di Banská Bystrica.